# Dariyabad
Dariyabad è una suddivisione dell'India, classificata come nagar panchayat, di 15.661 abitanti, situata nel distretto di Barabanki, nello stato federato dell'Uttar Pradesh. In base al numero di abitanti la città rientra nella classe IV (da 10.000 a 19.999 persone).

## Geografia fisica
La città è situata a 26° 53' 32 N e 81° 33' 20 E.

## Società

### Evoluzione demografica
Al censimento del 2001 la popolazione di Dariyabad assommava a 15.661 persone, delle quali 8.133 maschi e 7.528 femmine. I bambini di età inferiore o uguale ai sei anni assommavano a 2.684, dei quali 1.419 maschi e 1.265 femmine. Infine, coloro che erano in grado di saper almeno leggere e scrivere erano 7.408, dei quali 4.357 maschi e 3.051 femmine.